# Hans A. Muth
Hans-Albrecht Muth von Loewe, bekannt als Hans A. Muth (* 1935 in Rathenow, Brandenburg) wurde als Sohn von Ernst Muth, dem ehemaligen Vorstandsvorsitzenden und Gesellschafter der Firma Nitsche & Günther, und dessen Frau Wanda, geborene von Loewe, geboren. Er ist ein deutscher Industriedesigner, der vor allem für seine Arbeit in der Automobil- und Motorradindustrie bekannt ist. 

## Leben und Ausbildung
Nach Ende Zweiten Weltkriegs siedelte Muths Familie nach Westdeutschland ins Rheinland um. Er absolvierte eine Ausbildung zum Werkzeugmacher auf der Lehrwerkstatt der Industrie & Handelskammer in Solingen und besuchte anschließend für
zwei Semester die Werkkunstschule in Wuppertal, mit den Fächern Grafik und Industrie-Design. Danach bildete er sich autodidaktisch weiter. Nach internationalen Aktivitäten lebt und arbeitet er heute im bayerischen Fünfseenland.
Muth gilt als einer der einflussreichsten Fahrzeugdesigner seiner Generation.

## Karriere
Ab 1958 begann Muth seine Karriere als Grafiker und Designer. Anfänglich erstellte er als Freiberufler Illustrationen für Automobil-Kataloge namhafter Hersteller wie Porsche, Mercedes, Opel und VW. Parallel dazu fertigte er für Zeitschriften des Motor Presse Verlags Designvorschläge zeitgenössischer Sportwagen an. Seine ersten Entwürfe veröffentlichte er in der Motor Revue (24/1957) zu Sportwagen von Mercedes-Benz.
Hans A. Muth begann seine Karriere 1965 bei Ford Deutschland als 1. Designer für das Fahrzeugexterieur, beginnend mit der Projektbegleitung für die Modelle Escort und Capri, bei Ford in England. 1966 wechselte er zu Ford in die USA, nach Dearborn, und durchlief dort sämtliche Design-Studios. 1968 kehrte er zu Ford Deutschland zurück und wurde zum Design-Executive für das Advanced- und Pre-Programm Interior-Design ernannt, mit Studios in Köln-Merkenich und Dunton in Großbritannien. 1971 trat Muth eine Stelle bei BMW in München an, wo er die Position des „Chef-Designer Fahrzeuginterieur“ übernahm und parallel dazu für das BMW-Motorraddesign verantwortlich war. 1975 wurde Muth zum Chef-Designer der BMW Motorrad GmbH berufen. Nach seinem Ausscheiden bei der BMW AG im Frühjahr 1979 war er zunächst als freier Design-Consultant mit Design-Beiträgen für MBB im Bereich der Schiene (ICE) und Luftfahrt (Hubschrauber BK 117) tätig. 1981 ging Muth als Design-Consultant nach Japan, wo er für verschiedene Unternehmen tätig war und ein breites Spektrum an Produkten entwarf, darunter Autos, Kameras, Golfschläger, Uhren, Hubschrauber und Motorräder. Nach Erhalt eines 4-Jahres-Vertrags von der Suzuki Motor Company gründete er die Target-Design und entwickelte, zusammen mit seinem ehemaligen BMW-Mitarbeiter H. G. Kasten, Suzuki Katana-Serie. Nach seiner Rückkehr aus Japan, im Jahr 1995, setzte Muth seine Tätigkeit als freiberuflicher Designer und Berater in Deutschland fort und übernahm die Rolle des Design-Directors bei der Muth-Design Consulting GmbH. Zudem engagierte sich Muth über seine Tätigkeit am Schweizer Art Center College of Design-Europe (ACCD) in der Ausbildung von Nachwuchsdesignern zwischen 1989 und 1994. Neben seiner Tätigkeit als Designer und Berater ist Muth auch als Autor für Buch- und Zeitschriftenbeiträge im Bereich Mobilität tätig.

## Design-Philosophie
Muth ist bekannt für seine „Mensch/Maschine-Philosophie“, die großen Wert auf die ergonomische und formale Integration des Menschen mit dem Fahrzeug legt. Sein Design zeichnet sich durch eine praktische Funktionalität, Klarheit, Modernität und Zeitlosigkeit sowie innovative Lösungen aus. Seine Arbeiten prägten das Fahrzeugdesign nachhaltig, insbesondere für BMW und Suzuki, und beeinflussten die Entwicklung des Motorraddesigns maßgeblich. Das von ihm entwickelte fahrerorientierte Cockpit-Design für BMW-Automobile setzte zudem neue Maßstäbe in der Automobilindustrie.
Bereits 2010 setzte sich Muth für die Entwicklung von Elektroautos ein. Er kritisierte die aufgerissenen Kühleröffnungen von Verbrennungsfahrzeugen sowie den übermäßigen Einsatz von elektronischem Schnickschnack in den Fahrzeuginnenräumen. Muth bemängelt den fehlenden Mut der Fahrzeughersteller, warnte schon 2010 davor, dass die Automobilindustrie das Zeitalter des Elektroautos verschlafe, und betonte die Notwendigkeit, ein Bewusstsein für neue Mobilitätskonzepte zu schaffen.

## Bekannteste Arbeiten und Entwürfe
Hans A. Muth prägte als Designer maßgeblich das BMW-Motorraddesign der 1970er und 1980er Jahre. Seine wegweisenden Entwürfe, insbesondere die heute als Designikone geltende BMW R 90 S, revolutionierten das Erscheinungsbild der Marke. Er kreierte auch die beliebte Farbvariante „Daytona Orange“ für die R 90 S und zeichnete verantwortlich für bedeutende Modelle wie die BMW R 100 RS, die Baureihe R45/R65, die BMW R 80 G/S und die BMW R65 LS, die mittlerweile alle als Klassiker gelten.
- BMW R 90 S (1973)
- BMW R 100 RS und die komplette /7 Serie (1976)[6]
- BMW R 45/65 (1977)
- BMW R 80 G/S (1979)
- BMW R65 LS (1981)
- Fahrerorientiertes Cockpit-Design für BMW-Automobile
- Suzuki-Katana-Modelle (1979/80, zusammen mit J.O. Fellstroem und H.G. Kasten)

## Veröffentlichungen
- Muth, Hans A. (2020): Design macht H. Muth: Ideen – Denkweisen – Projektionen. Deisenhofen: Dustri-Verlag Dr. Karl Feistle. ISBN 978-3-87185-555-9.
- Muth, Hans A. (1962): Die klassischen Wagen der Dreissiger Jahre. 2. Aufl. Stuttgart: Motor Presse